# Giulio Andreotti
Giulio Andreotti, född 14 januari 1919 i Rom, död 6 maj 2013 i Rom, var en italiensk politiker (kristdemokrat). Han räknas som en av den italienska politikens centralfigurer under andra halvan av 1900-talet. Sammanlagt innehade han ministerposter i 33 av de 54 regeringarna mellan 1945 och 1992, varav sju gånger som premiärminister. Andreotti drog sig tillbaka från den aktiva politiken 1992.

## Politisk karriär
Andreotti var Italiens premiärminister 1972–1973, 1976–1979 samt 1989–1992. Han innehade även andra ministerposter. Fram till sin död var Andreotti senator på livstid. Han var parlamentsledamot från 1946. Andreotti anklagades flera gånger för kopplingar till maffian och en domstol fastställde 2003 att han haft kontakt med maffian fram till 1980 och fått hjälp av den i sin politiska karriär. Andreotti avled 6 maj 2013 efter en tids vacklande hälsa.
Filmen Il Divo (2008) handlar om Andreotti, som porträtteras av Toni Servillo.

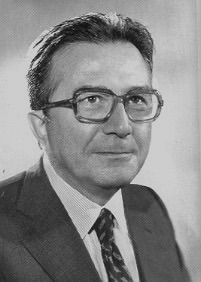
Porträttfotografi av Giulio Andreotti, ca. 1987.